# 18413 Adamspencer
18413 Adamspencer este un asteroid din centura principală de asteroizi.

## Descriere
18413 Adamspencer este un asteroid din centura principală de asteroizi. A fost descoperit pe 13 iunie 1993 la Siding Spring de Robert H. McNaught. Asteroidul prezintă o orbită caracterizată de o semiaxă mare de 3,05 ua, o excentricitate de 0,12 și o înclinație de 11,2° în raport cu ecliptica.